# HMG-CoAレダクターゼ
ヒドロキシメチルグルタリルCoAレダクターゼ（hydroxymethylglutaryl-CoA reductase, HMG-CoA reductase, HMGR）または3-ヒドロキシ-3-メチルグルタリルCoAレダクターゼ（3-hydroxy-3-methyl-glutaryl-CoA reductase）は、コレステロールや他のイソプレノイドを合成するメバロン酸経路の律速酵素の一つである。この酵素には、ヒドロキシメチルグルタリルCoAレダクターゼ (NADPH)（EC 1.1.1.34）とヒドロキシメチルグルタリルCoAレダクターゼ（EC 1.1.1.88）の2種が存在し、前者は補酵素としてNADP、後者はNADが使われる。
この酵素の阻害剤はスタチンとして知られ、コレステロール降下剤として広く用いられている。
HMG-CoAレダクターゼは小胞体の膜に固定されており、7個の膜貫通ドメインを持つと長く考えられ、その活性点は細胞質基質中のカルボキシ末端ドメインに位置する。より最新の研究では、8個の膜貫通ドメインを含むことが証明されている。
ヒトではHMG-CoAレダクターゼの遺伝子は5番染色体の長腕(5q13.3-14)に位置する。この酵素はメバロン酸経路をもつ生物に普遍的に存在する。動物、植物を含む大部分の真核生物、そして一部のバクテリアにも存在している。

## 反応
HMG-CoAレダクターゼは、次の反応を触媒する酸化還元酵素である。
(R)-メバロン酸 + CoA + 2 NAD(P)+ {\displaystyle \rightleftharpoons } (S)-3-ヒドロキシ-3-メチルグルタリルCoA + 2NAD(P)H + 2 H+
反応式の通り、この酵素の基質は(R)-メバロン酸とCoAとNAD(P)+、生成物は(S)-3-ヒドロキシ-3-メチルグルタリルCoAとNAD(P)HとH+である。EC 1.1.1.34がNADP+、EC 1.1.1.88がNAD+を補因子として用いる。